# Ворона (Пачелмський район)
Воро́на (рос. Ворона) — село у складі Пачелмського району Пензенської області, Росія.
Населення — 194 особи (2010; 210 у 2002).
Національний склад станом на 2002 рік:
- росіяни — 96 %